# Uggiano la Chiesa
Uggiano la Chiesa là một đô thị và thị xã của Ý. Đô thị này thuộc tỉnh Lecce trong vùng Apulia. Uggiano la Chiesa có diện tích 14 km2, dân số theo ước tính năm 2007 của Viện thống kê quốc gia Ý là 4311 người. 
Các đơn vị dân cư:
Đô thị Uggiano la Chiesa giáp với các đô thị: